# Kommasandra, Sidlaghatta
Kommasandra là một làng thuộc tehsil Sidlaghatta, huyện Chikkaballapur, bang Karnataka, Ấn Độ.